# S10
Stien den Hollander, professionellt känd som S10, född 8 november 2000 i Abbekerk norr om Hoorn, är en nederländsk sångerska, rappare och låtskrivare. Hon började sin musikkarriär under 2016 och fick sedan ett skivkontrakt hos det nederländska skivbolaget Noah's Ark år 2017. 2019 släppte hon sitt debutalbum Snowsniper som senare skulle komma att vinna ett Edisonpris. 
År 2022 representerade S10 Nederländerna i Eurovision Song Contest i Turin och hamnade på 11:e plats. Låten framfördes på nederländska, Det var första gången sedan 2010 som en nederländsk representant framförde sitt bidrag på sitt modersmål.